# Rio Itaùninhas (vattendrag i Brasilien)
Rio Itaùninhas är ett vattendrag i Brasilien.   Det ligger i delstaten Espírito Santo, i den sydöstra delen av landet, 800 km öster om huvudstaden Brasília.
Omgivningarna runt Rio Itaùninhas är huvudsakligen savann. Runt Rio Itaùninhas är det glesbefolkat, med 10 invånare per kvadratkilometer.